# Migron
Migron ist eine westfranzösische Gemeinde mit 699 Einwohnern (Stand: 1. Januar 2022) im Département Charente-Maritime in der Region Nouvelle-Aquitaine. Sie gehört zum Arrondissement Saintes und ist Mitglied im Gemeindeverband Saintes - Grandes Rives - L’Agglo. Die Einwohner werden Migronnais und Migronnaises genannt.

## Geografie

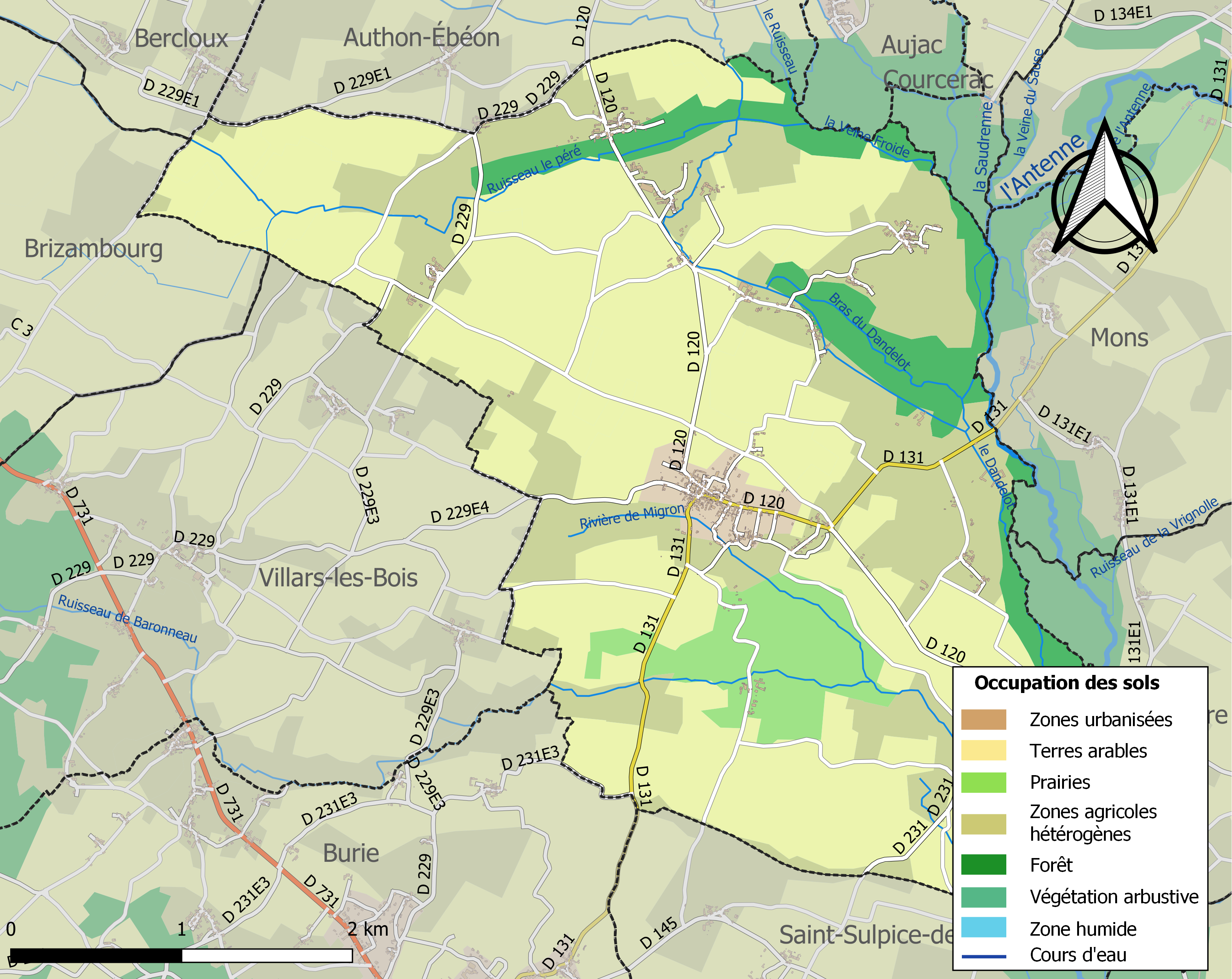
Bodennutzung, Hydrografie und Infrastruktur der Gemeinde (2018)

Migron liegt in der ehemaligen Provinz Saintonge, etwa 19 Kilometer ostnordöstlich von Saintes und etwa 13 Kilometer nordnordwestlich von Cognac. Das Gebiet der Gemeinde befindet sich im Einzugsgebiet der Charente. Es wird von ihrem Nebenfluss, der Antenne, entwässert, die es größtenteils im Osten begrenzt, außerdem vom Ruisseau le Dandelot, vom Ruisseau le Péré, vom Bach le Ruisseau, vom Ruisseau la Veine Froide und von verschiedenen kleineren Fließgewässern.
Das Gebiet von Migron ist Teil des Natura 2000-Schutzgebiets „Vallée de l’Antenne“ (FR5400473) und von zwei ZNIEFF-Naturgebieten ebenfalls entlang der Antenne. 87,5 % der Fläche der Gemeinde werden landwirtschaftlich genutzt, etwa 10 % sind bewaldet, insbesondere entlang der Antenne, des Ruisseau le Péré und eines Arms des Ruisseau le Dandelot.
Umgeben wird Migron von den Nachbargemeinden Authon-Ébéon und Aujac im Norden, Courcerac im Nordosten, Mons im Osten, Le Seure im Osten und Südosten, Val-de-Cognac im Süden, Burie im Südwesten, Villars-les-Bois im Westen, Brizambourg im Westen und Nordwesten sowie Bercloux im Nordwesten.

## Bevölkerungsentwicklung

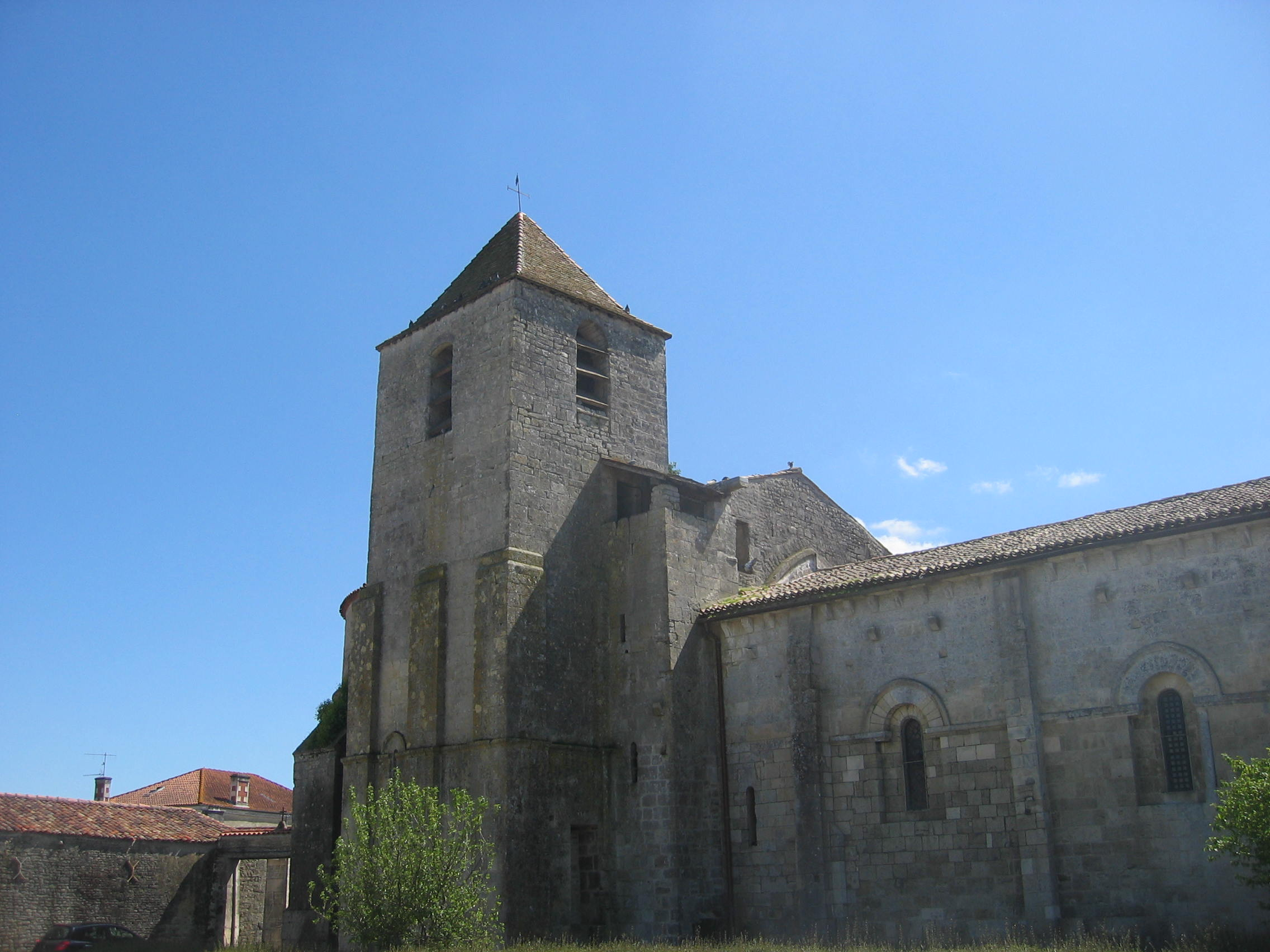
Kirche Saint-Nazaire

| Jahr                       | 1962 | 1968 | 1975 | 1982 | 1990 | 1999 | 2006 | 2013 | 2020 |
| Einwohner                  | 636  | 667  | 750  | 762  | 740  | 637  | 619  | 733  | 714  |
| Quellen: Cassini und INSEE |      |      |      |      |      |      |      |      |      |

## Sehenswürdigkeiten
- Romanische Kirche Saint-Nazaire aus dem 12. Jahrhundert, seit 1907 als Monument historique klassifiziert
- Schloss mit Ursprüngen aus dem 15. Jahrhundert, in Teilen seit 1989 als Monument historique eingeschrieben
- Écomusée du cognac